# Соботович Володимир Олександрович
Володимир Олександрович Соботович (15 червня 1937, с. Чорна Старокостянтинівського району, Хмельницької області — 19 березня 1973, Київ) — український перекладач, прозаїк, поет.
Похований в Києві на Байковому кладовищі (ділянка №28).

## Освіта
- 1953–1958 — філологічний факультет Київського державного університету імені Тараса Шевченка.

## Кар'єра
Працював завідувачем відділу критики журналу «Дніпро».

## Збірки творів
- «Татарське зілля» / В. О. Соботович. — Київ, «Молодь», 1971. — 140с.
- «Навіщо у квітні сніг» / В. О. Соботович. — Київ, «Молодь», 1976. — 256с. Посмертно.